# ضدفرومغناطیس

اثر پادفرّومغناطیس

پادفِرّومغناطیس (انگلیسی: Antiferromagnetism) پدیده‌ای است که غالباً و برخلاف فرّومغناطیس، زمانی مصداق پیدا می‌کند که الگوهای منظم مغناطیس در جهت‌های مخالف یکدیگر قرار بگیرند. الکترون‌ها بر اساس پدیده اسپین علاوه بر چرخش به دور هسته اتم، حول محور خود نیز چرخش می‌کنند. به‌طور کلی نظم ضدفرومغناطیسی تنها ممکن است در دمای اندک وجود داشته باشد اما در دمای نیل و بالاتر از آن این اثر ناپایدار و سپس ناپدید می‌شود. فراتر از دمای نیل، ماده به‌طور معمول از نوع پارامغناطیس است.